# Panaeati
Panaeati is een eiland in Papoea-Nieuw-Guinea ten westen van Misima in de Deboyne eilanden in de Louisiaden. Het is 32 km² groot. 
Er komt slechts één zoogdier voor, de vleermuis Dobsonia pannietensis.